# Steve Mullings
Steve Mullings (Saint Elizabeth, Jamaica, 28 novembre de 1982) és un atleta jamaicà, especialista en la prova dels 4x100 metres relleus, amb la qual va arribar a ser campió mundial el 2009.
Al Mundial de Berlín de 2009, va guanya la medalla d'or en relleus 4x100 m, amb un temps de 37,31 segons (rècord dels campionats), per davant de Trinitat i Tobago i del Regne Unit. Dos anys abans, havia guanyat la medalla de plata en la mateixa disciplina en el Mundial d'Osaka del 2007.
El 22 de novembre, el Panell Disciplinari Antidopatge de Jamaica li va imposar una suspensió de per vida de l'atletisme. Van votar per unanimitat la decisió.